# Самуель Даль
Самуель Еліас Даль (швед. Samuel Elias Dahl, нар. 4 березня 2003, Вестерос, Швеція) — шведський футболіст, захисник клубу «Юргорден» та національної збірної Швеції.

## Ігрова кар'єра

### Клубна
Самуель Даль є вихованцем футбольної школи клубу «Вестерос» зі свого рідного міста Вестерос. В червні 2018 року Даль підписав з клубом перший професійний контракт на три роки. У 2019 році він був переведений до першої команди і зіграв один матч у Супереттан.
На початку 2020 року Даль приєднався до столичного АІКа, де грав у молодіжній команді. І того ж року виграв з командою молодіжний Кубок ліги, забивши один з голів у фіналі. Перед початком сезону 2022 року Даль перейшов до клубу Супереттан «Еребру», з яким підписав трирічний контракт.
Але вже влітку 2023 року Даль залишив команду і приєднався до столичного «Юргордена», уклавши угоду з клубом до кінця 2027 року. Вже в липні Даль зіграв першу гру у складі «Юргордена» — в кваліфікації Ліги конференцій проти швейцарського «Люцерна». А за кілька днів дебютував і в чемпіонаті Швеції.

### Збірна
З 2022 року Самуель Даль виступає за молодіжну збірну Швеції.
12 січня 2024 року Самуель Даль дебютував у національній збірній Швеції, відігравши всю гру у товариському матчі проти команди Естонії.

## Титули і досягнення
- Володар Суперкубка Португалії (1):

«Бенфіка»: 2025